# Julien Le Cardinal
Pour les articles homonymes, voir Le Cardinal.
Julien Le Cardinal, né le 3 août 1997 à Saint-Brieuc en France, est un footballeur français qui évolue au poste de défenseur central au Stade brestois 29.

## Biographie

### Formation et débuts
Né à Saint-Brieuc en France, Julien Le Cardinal commence le football au Stade briochin à l'âge de sept ans avant de passer par le centre de formation de l'EA Guingamp. Formé au milieu de terrain, il doit notamment s'adapter à jouer au poste de défenseur central. Non conservé par le club en juin 2015 après une saison où il a notamment été touché à deux reprises aux adducteurs, Le Cardinal retourne dans le club de ses débuts, le Stade briochin. Il est lancé par Sylvain Didot qui lui fait jouer son premier match face à la réserve du Stade brestois 29.

### SC Bastia
Le 30 mai 2019 il signe en faveur du SC Bastia pour un contrat d'un an plus une année en option en cas de montée. Lors de la saison 2020-2021 il est sacré champion de National avec Bastia, et accède donc à l'échelon supérieur pour la saison suivante. Il joua son premier match professionnel le 24 juillet 2021 en Ligue 2 contre le Nîmes Olympique, le match sera soldé par un score nul de 1-1.
Le Cardinal inscrit son premier but en Ligue 2 le 19 mars 2022 contre le Grenoble Foot 38. Il égalise de la tête et permet à son équipe de prendre un point à l'extérieur (1-1 score final),.

### Paris FC
Le 27 juin 2022, il s'engage en faveur du Paris FC pour un contrat courant jusqu'en juin 2025,.
Le Cardinal joue son premier match sous ses nouvelles couleurs le 1er août 2022, face au FC Sochaux-Montbéliard. Le match se termine sur un score nul et vierge de 0-0. Il inscrit son premier et unique but pour le Paris FC le 15 octobre 2022, lors d'une rencontre de championnat face à l'AS Saint-Étienne. Titulaire, il ouvre le score et son équipe s'impose par deux buts à zéro.

### Racing Club de Lens
En novembre 2022, Le Cardinal est transféré au RC Lens contre une indemnité estimée à 2,3 millions d'euros assortie d'un bonus de 300 000 euros. Ayant un contrat portant jusqu'en juin 2025, il est recruté en tant que joker au poste de piston droit pour compenser l'indisponibilité sur blessure de Jimmy Cabot. Il dispute son premier match de Ligue 1 le 29 décembre 2022 contre l'OGC Nice (0-0).

### Stade brestois 29
Le Cardinal est prêté en septembre 2023 pour un an sans option d'achat au Stade brestois. Dans le Finistère, il ne participe qu'à 12 rencontres de Ligue 1, n'en débutant que 5. Le 1er juillet 2024, il est transféré définitivement au Stade brestois jusqu'en juin 2027, pour un montant estimé à 1,7 million d'euros. Il devrait occuper un rôle plus important au sein de l'équipe avec le départ de Lilian Brassier vers l'Olympique de Marseille et la participation du club breton à la Ligue des champions. En décembre 2024, lors de la sixième journée de Ligue des champions, il marque son premier but avec Brest, permettant à son équipe de l'emporter 1-0 face au PSV Eindhoven,.

## Statistiques
| Saison                | Club                     | Championnat           | Championnat | Championnat | Championnat | Coupe(s) nationale(s) | Coupe(s) nationale(s) | Coupe(s) nationale(s) | Compétition(s) continentale(s) | Compétition(s) continentale(s) | Compétition(s) continentale(s) | Compétition(s) continentale(s) | Total | Total | Total |
| Saison                | Club                     | Division              | M.          | B.          | P.d.        | M.                    | B.                    | P.d.                  | Comp.                          | M.                             | B.                             | P.d.                           | M.    | B.    | P.d.  |
| 2015-2016             | Stade briochin           | CFA 2                 | 2           | 0           | 0           | -                     | -                     | -                     | -                              | -                              | -                              | -                              | 2     | 0     | 0     |
| 2016-2017             | Stade briochin           | CFA 2                 | 6           | 0           | 0           | -                     | -                     | -                     | -                              | -                              | -                              | -                              | 6     | 0     | 0     |
| 2017-2018             | Stade briochin           | National 2            | 16          | 1           | 0           | 3                     | 0                     | 0                     | -                              | -                              | -                              | -                              | 19    | 1     | 0     |
| 2018-2019             | Stade briochin           | National 2            | 28          | 3           | 0           | 1                     | 0                     | 0                     | -                              | -                              | -                              | -                              | 29    | 3     | 0     |
| Sous-total            | Sous-total               | Sous-total            | 52          | 4           | 0           | 4                     | 0                     | 0                     | -                              | -                              | -                              | -                              | 56    | 4     | 0     |
| 2019-2020             | SC Bastia                | National 2            | 19          | 3           | 0           | 1                     | 0                     | 0                     | -                              | -                              | -                              | -                              | 20    | 3     | 0     |
| 2020-2021             | SC Bastia                | National 1            | 24          | 1           | 0           | 1                     | 0                     | 0                     | -                              | -                              | -                              | -                              | 25    | 1     | 0     |
| 2021-2022             | SC Bastia                | Ligue 2               | 31          | 2           | 2           | 4                     | 1                     | 0                     | -                              | -                              | -                              | -                              | 35    | 3     | 2     |
| Sous-total            | Sous-total               | Sous-total            | 74          | 6           | 2           | 6                     | 1                     | 0                     | -                              | -                              | -                              | -                              | 80    | 7     | 2     |
| 2022-2023             | Paris FC                 | Ligue 2               | 13          | 1           | 0           | -                     | -                     | -                     | -                              | -                              | -                              | -                              | 13    | 1     | 0     |
| 2022-2023             | RC Lens                  | Ligue 1               | 8           | 0           | 0           | 3                     | 0                     | 1                     | -                              | -                              | -                              | -                              | 11    | 0     | 1     |
| 2023-2024             | RC Lens                  | Ligue 1               | 2           | 0           | 0           | -                     | -                     | -                     | C1                             | -                              | -                              | -                              | 2     | 0     | 0     |
| Sous-total            | Sous-total               | Sous-total            | 10          | 0           | 0           | 3                     | 0                     | 1                     | -                              | -                              | -                              | -                              | 13    | 0     | 1     |
| 2023-2024             | Stade brestois 29 (prêt) | Ligue 1               | 12          | 0           | 0           | 3                     | 0                     | 0                     | -                              | -                              | -                              | -                              | 15    | 0     | 0     |
| 2024-2025             | Stade brestois 29        | Ligue 1               | 16          | 0           | 0           | 1                     | 0                     | 0                     | C1                             | 4                              | 1                              | 0                              | 21    | 1     | 0     |
| 2025-2026             | Stade brestois 29        | Ligue 1               | 1           | 1           | 0           | -                     | -                     | -                     | -                              | -                              | -                              | -                              | 1     | 1     | 0     |
| Sous-total            | Sous-total               | Sous-total            | 29          | 1           | 0           | 4                     | 0                     | 1                     | -                              | 4                              | 1                              | 0                              | 37    | 2     | 1     |
| Total sur la carrière | Total sur la carrière    | Total sur la carrière | 178         | 12          | 2           | 17                    | 1                     | 1                     | -                              | 4                              | 1                              | 0                              | 199   | 14    | 3     |

## Palmarès
Avec le SC Bastia, Julien Le Cardinal est champion de National en 2020-2021.
Il est également vice-champion de France en 2022-2023 avec le Racing Club de Lens, .
| SC Bastia (1)                    | RC Lens                            |
| -------------------------------- | ---------------------------------- |
| - National : - Champion en 2021. | - Ligue 1 - Vice-Champion en 2023. |